# 디킨소니아
디킨소니아(학명: Dickinsonia)는 오스트레일리아, 중국, 러시아, 우크라이나에서 선캄브리아대 에디아카라기 후반에 나타났다 멸종한 동물의 한 속이다. 에디아카라 생물군에서 발견된 구성원 중 하나이다. 디킨소니아는 좌우대칭의 길게 늘어진 타원형의 모습을 하고 있다. 어디에 속한 분류군인지는 아직 알려지지 않았다. 성장 단계를 볼 때에 좌우대칭동물의 초기 분기군과 연관성이 있을 것으로 보았으나 다른 가설도 제시된 상태이다. 디킨소니아는 에디아카라기 후기 (선캄브리아대 후반)에 나타났다. 디킨소니아의 화석표본에서 나온 콜레스테롤 분자의 발견은 디킨소니아가 '동물'임을 뒷받침해주는 증거가 된다. 그러나 이 결론은 아직 오리무중에 있다.

## 형태
디킨소니아의 화석표본은 사암 층에 그대로 찍힌 채 인상화석(흔적화석)으로만 알려져 있다. 모식표본은 몸 길이가 수 mm에서 최대 1.4m에 이르기도 한다. 일부는 몸 두께가 1mm에서 수 mm에 이르기도 한다. 디킨소니아는 그 모습이 좌우대칭에 체절화되고 동그랗거나 타원형, 또는 몸의 한 끝으로 약간 확장되어 있는 모습이다(달걀형). 갈빗대 모양의 마디는 끝이 넓은 부분과 좁은 부분을 향해 방사 형태로 기울어진 형세를 띠고 있으며 마디의 넓이와 길이는 화석의 넓은 끝 부분으로 갈수록 증가한다. 몸체는 정중앙의 능선부나 홈으로 인해 둘로 쪼개지며, 한 쪽 끝의 쌍이 맞지 않은 마디를 제외하면 '최전면부'(anterior most unit)라 불리는 부위가 디킨소니아의 앞부분을 담당하는 것으로 보인다.
동위절(isomer)로도 불리는 이 마디들은 미끄럼반사에 따라 제각기 상쇄하는 식으로 나열되어 있는지, 아니면 마디가 중심부는 대칭이어서 진정한 좌우대칭인 것인지는 여전히 논쟁거리이다. 화석에서 보이는 포개진 마디들은 화석 뒤틀림으로 인한 결과일지도 모르기 때문이다.  마디 또는 동위절의 갯수는 작은 개체의 경우 12쌍부터 시작해서 호주의 화석 표본의 경우 74쌍에 이르기까지 다양하다.
디킨소니아의 몸체는 자루 같았을 것으로 보이며 외피가 저항성이 있으나 비광물질로 구성되어 있었을 것이다. 러시아의 일부 표본은 가지가 뻗어 있는 내부 구조의 존재를 보인다. 혹자는 디킨소니아의 바닥면에는 보송보송한 섬모가 뒤덮고 있었으며 주름 형태의 주머니 구조도 달려 있었을 것으로 보고 있다.
디킨소니아는 짝이 맞지 않는 최전면부의 반대편 끝에서 새로운 마디 또는 동위절을 추가하는 방식으로 성장했음을 보여준다. 디킨소니아는 아마 불분명한 성장을 했는지도 모른다. 다시 말해, 화석 기록이 최대 크기가 아니라는 것이다. 새로운 마디의 형성이 이후의 전체적인 성장을 느리게 했을 것이라 보는 의견이 있다. 러시아에서 발견된 변형된 형태의 디킨소니아 화석은 이들이 생전에 피해를 입었을 시 손상된 부위 등을 재생성시킬 수 있었음을 보여준다.
- 미끄럼반사 해석에 따른 디킨소니아 코스타타(Dickinsonia costata)의 개체 발생.
- 좌우대칭 해석에 따른 코스타타 종의 생장
- 디킨소니아의 다양한 종들을 나타낸 그림
- 디킨소니아의 다양성을 나타낸 또 다른 그림

## 생태
디킨소니아는 바닥면에 나 있는 구조물을 사용하여 해저 바닥에서 자라나는 미생물막을 섭식하며 살아 간 움직일 수 있는 해양성 유기체였을 것으로 보고 있다. 먹이 섭취의 흔적이 남아있는 것으로 추정되는 디킨소니아 모양의 인상화석은 때때로 이러한 습성을 보여주는 것이 연이어서 발견되는 것으로 관찰된다. 이러한 인상화석들은 에피바이온(Epibaion)속의 것으로 인정받았다. 2022년 연구에서는 디킨소니아는 점액을 사용하여 해저에 잠시동안 달라붙어 있었을지 모른다고 보기도 하는데, 이는 매우 얕은 수서환경에 잘 적응한 것으로 보기 때문이다.

## 다른 동물과의 관련성
디킨소니아는 전관절동물문 또는 디킨소니아형류의 일부로 분류받았다. 전관절동물문은 스프리기나, 요르기아, 안디바, 그리고 케팔로네가 같은 형태가 비슷한 많은 수의 유기체들로 구성한다. 이들은 동일한 체절화된 관절구를 공유한다. 란게오모르프 같은 에디아카라 생물군의 다른 구성원을 포함한 여타 유기체로의 전관절동물에 대한 관련성은 오랫동안 논쟁 가운데에 있었다. 대부분의 에디아카라기 유기체들은 서로가 밀접한 관련이 있을 것으로 오랫동안 가설로 제시한 것이었는데, 이를 벤도바이온타(Vendobionta)라는 하나의 분류군으로 묶었다. 하지만 저자들은 최근에 이 분류군 전체를 다계통군으로 보고 있는 것 같다. 그레고리 리톨랙(Gregory Retallack)은 디킨소니아의 화석과 다른 에디아카라 생물군의 화석을 육상 환경에 적응해 자라 난 지의류로 해석하기도 하였다. 하지만 이것은 다른 저자로 인해 완전히 부정당했는데, 그는 해양 퇴적환경이 이용 환경에 더욱 적합하다고 주장했다. 다른 가설은 아돌프 자일라허(Adolf Seilacher)가 내놓은 것으로서, 거대한 원생생물으로 보고 있는 시각이었다. 대부분 현대에 이른 연구에서는 디킨소니아와 다른 전관절동물이 진정후생동물에 속할 가능성이 있는 동물인 것으로 본다. 러시아 표본에 대한 화학 연구에서는 이들 디킨소니아가 콜레스테롤이 풍부함을 밝혀냈는데, 콜레스테롤은 동물에게서만 생산되는 것이기에 따라서 동물과 관련성이 높다는 설을 지지해준다. 하지만 이러한 결과물은 다른 저자들에게 의문을 남겼는데, 이들은 콜레스테롤 분자와 디킨소니아 화석 간의 연관성이 확인되지 않았다고 생각하기 때문이다. 동물계 내에서 수많은 관련 가설이 제시되었는데, 보통은 란게오모르프와 함께 분기군을 형성하는 초기 진정후생동물에서 판형동물로도 포함시켰다. 자포동물로 보는 시각도 있다. 많은 윤구자들이 좌우대칭동물과의 밀접성을 제시했는데, 이는 전관절동물의 구조가 좌우대칭 또는 좌우대칭에 가까운 형태를 보이는 것에 기반한다. 하지만 전관절동물은 좌우대칭동물의 왕관군의 구성원으로서는 포함되지 않는 듯하다.

## 같이 보기
- 에디아카라 생물군
- 선캄브리아대